# Zwieback
Le zwieback est une forme de biscotte consommée en Pologne, en Allemagne, en Scandinavie, en Autriche, en France, en Belgique, aux Pays-Bas, en Suisse, en Italie, en Slovénie, en Bosnie, en Croatie, en Serbie, en Macédoine du Nord, en Bulgarie, en Grèce et en Turquie. Il s'agit d'un type de pain croustillant et sucré, fait avec des œufs et cuit deux fois. 

## Histoire
Il est originaire de la Prusse orientale. Selon Fabian Scheidler, Albrecht von Wallenstein a inventé le zwieback pour nourrir son armée de mercenaires pendant la guerre de Trente Ans,. Les Mennonites ont apporté le zwieback dans l'Empire russe ; avant la révolution russe, lorsque beaucoup ont émigré vers l'ouest, ils ont apporté le zwieback au Canada, aux États-Unis et dans d'autres parties du monde.
Il existe deux types de biscottes. Le premier est fait en pinçant des morceaux de pâte ronds, en plaçant un morceau sur un autre, en les pressant ensemble en enfonçant un doigt dans les deux morceaux. Ils sont ensuite cuits au four et servis comme des petits pains mous chauds. Ce type de pain est identifié aux Mennonites. L'autre type est un pain tranché avant d'être cuit une seconde fois, ce qui produit des tranches croustillantes et cassantes qui ressemblent beaucoup à des croûtes en dentelle. Le zwieback est couramment utilisé pour nourrir les bébés qui font leurs dents et comme premier aliment solide pour les patients qui ont l'estomac dérangé.
Le nom vient de l'allemand zwei (« deux ») ou zwie (« twi- »), et backen, qui signifie « cuire ». Le zwieback se traduit donc littéralement par « deux fois cuit ». Les noms français et italien, respectivement, biscotte et fette biscottate ont la même origine, biscotto (« biscuit »), qui signifie également deux fois (bis-) cuit (- cotto). Le nom slovène est prepečenec, ce qui impliquerait une cuisson trop ordinaire ou trop cuite. Le nom croate est dvopek qui, là encore, signifie littéralement deux fois (dvo) cuit (pek). 